# حوضچه خشک
حوضچه خشک (به انگلیسی: Dry dock) به محوطه‌ای اطلاق می‌شود که برای ساخت، تعمیر، یا نگهداری کشتی‌ها و سایر وسایل دریایی استفاده می‌شود. این حوضچه‌ها معمولاً در بندرها یا مناطق نزدیک به ساحل قرار دارند و به گونه‌ای طراحی شده‌اند که کشتی‌ها را می‌توان به طور کامل از آب خارج کرده و به راحتی به آن‌ها دسترسی پیدا کرد. این فرایند معمولاً با تخلیه آب از حوضچه و قرار دادن کشتی بر روی سکوی خاصی که آن را نگه می‌دارد، انجام می‌شود.
حوضچه‌های خشک به کشتی‌سازان و تعمیرکاران این امکان را می‌دهند که به طور مؤثر به تعمیرات زیرآبی، رنگ‌کاری بدنه کشتی، بازبینی قسمت‌های زیر آب و همچنین تعمیر و نگهداری ماشین‌آلات کشتی بپردازند. از این حوضچه‌ها برای نگهداری کشتی‌های تجاری، نفت‌کش‌ها، کشتی‌های جنگی، و حتی کشتی‌های تفریحی استفاده می‌شود.
حوضچه‌های خشک می‌توانند به دو صورت عمودی یا افقی باشند. در حوضچه‌های خشک عمودی، کشتی به صورت عمودی از آب بیرون می‌آید، در حالی که در حوضچه‌های خشک افقی، کشتی به صورت افقی از آب خارج می‌شود. این نوع حوضچه‌ها ممکن است به سیستم‌های پیچیده‌ای برای پمپ کردن آب و حفظ تعادل کشتی در داخل حوضچه نیاز داشته باشند.
استفاده از حوضچه‌های خشک در صنعت کشتی‌سازی و تعمیرات دریایی اهمیت زیادی دارد، زیرا این تجهیزات به بهبود عمر مفید کشتی‌ها، کاهش خطرات ناشی از خرابی‌ها و حفظ ایمنی کمک می‌کنند. برخی از بزرگترین حوضچه‌های خشک در دنیا در بنادر بزرگ و مناطق صنعتی یافت می‌شوند.
در نهایت، حوضچه‌های خشک نقش کلیدی در فرآیندهای ساخت و نگهداری کشتی‌ها دارند و بدون وجود آن‌ها، تعمیرات و نگهداری کشتی‌ها به دشواری زیادی برمی‌خورد.

## نگارخانه

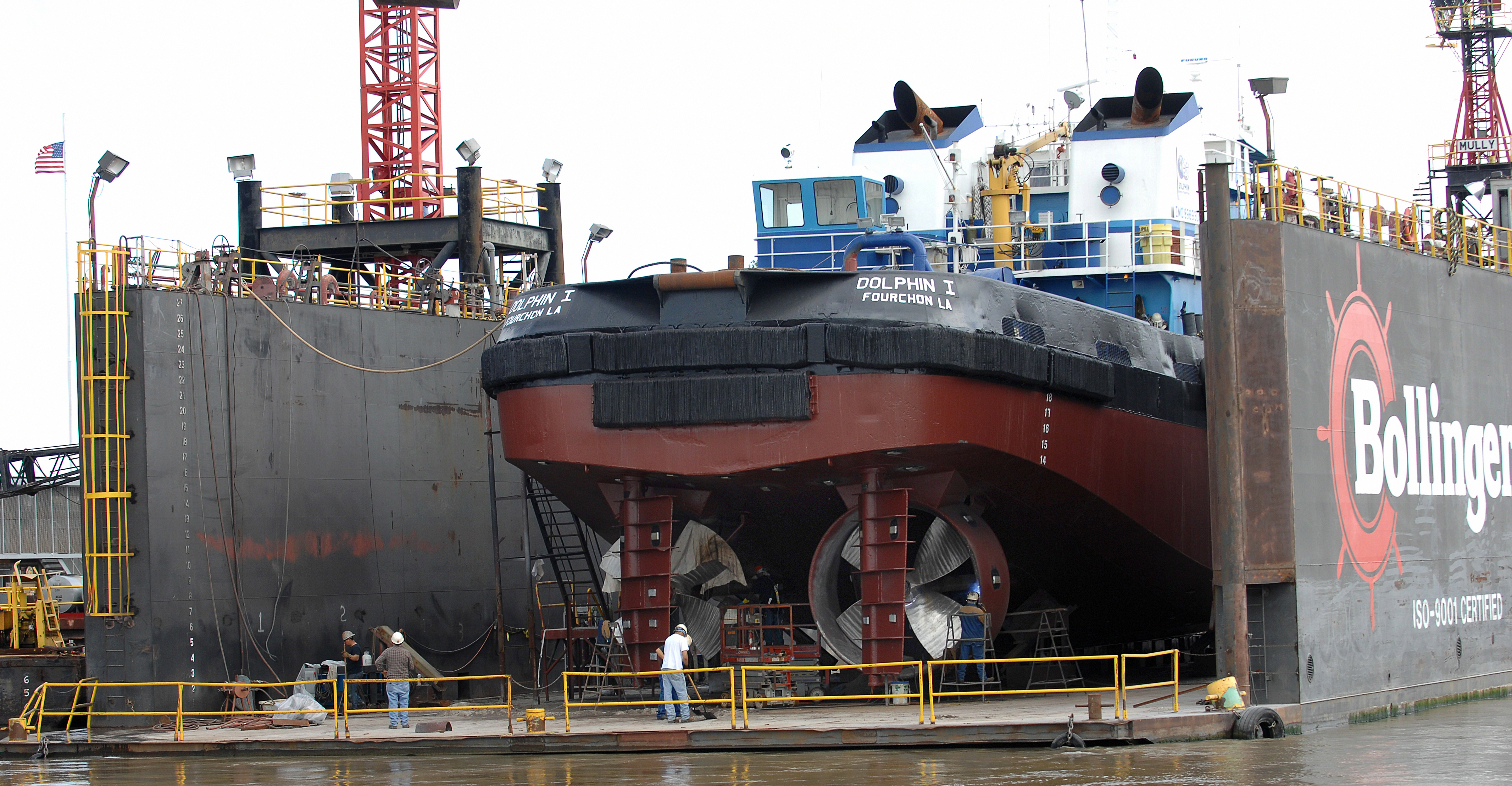
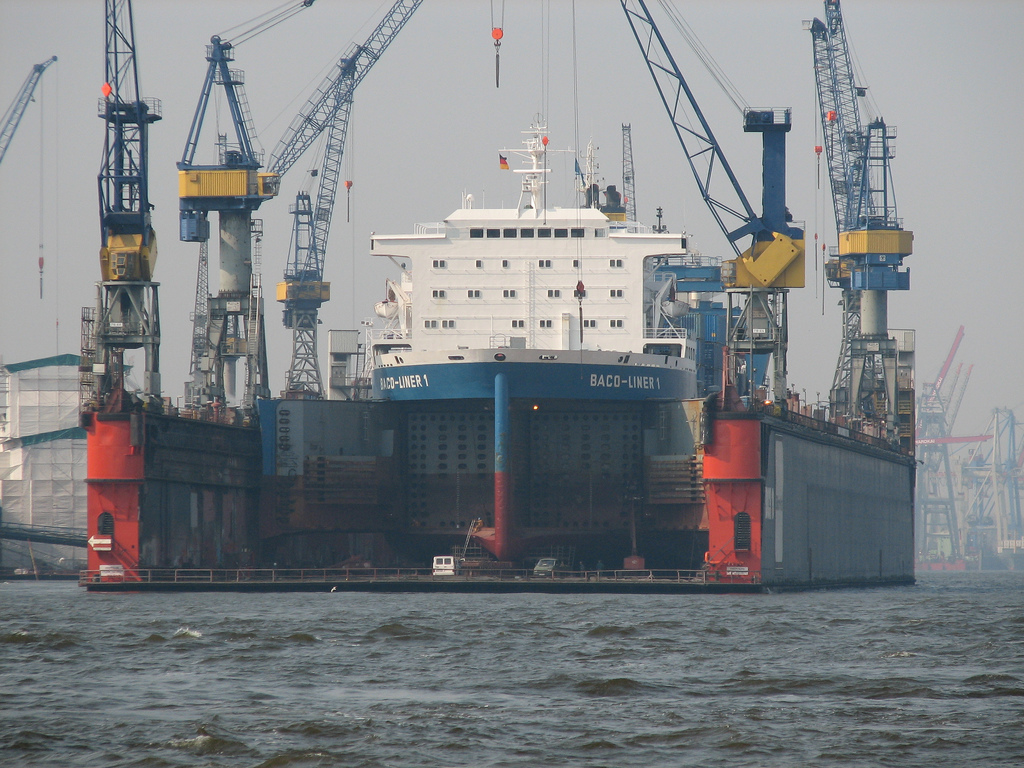
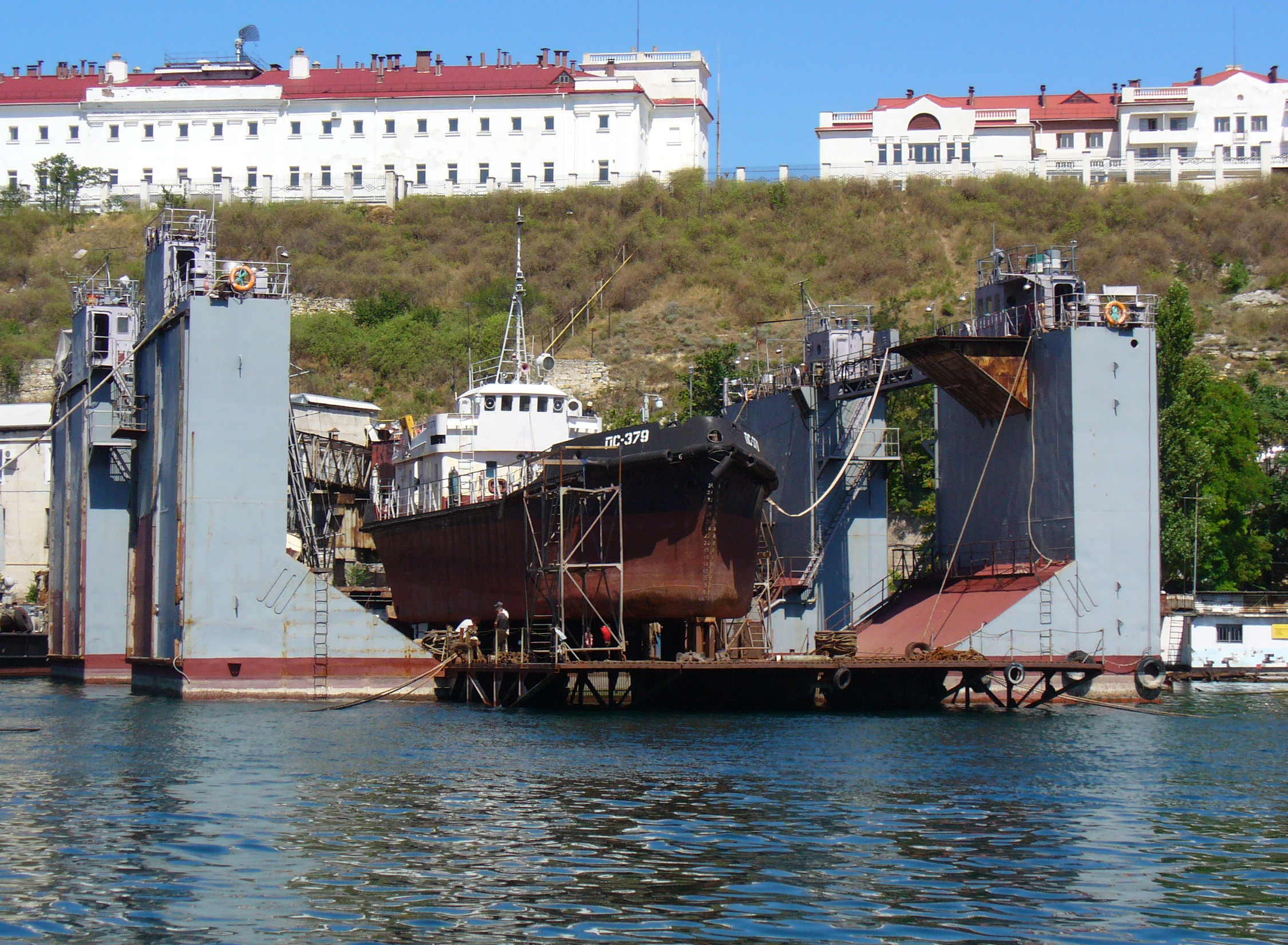
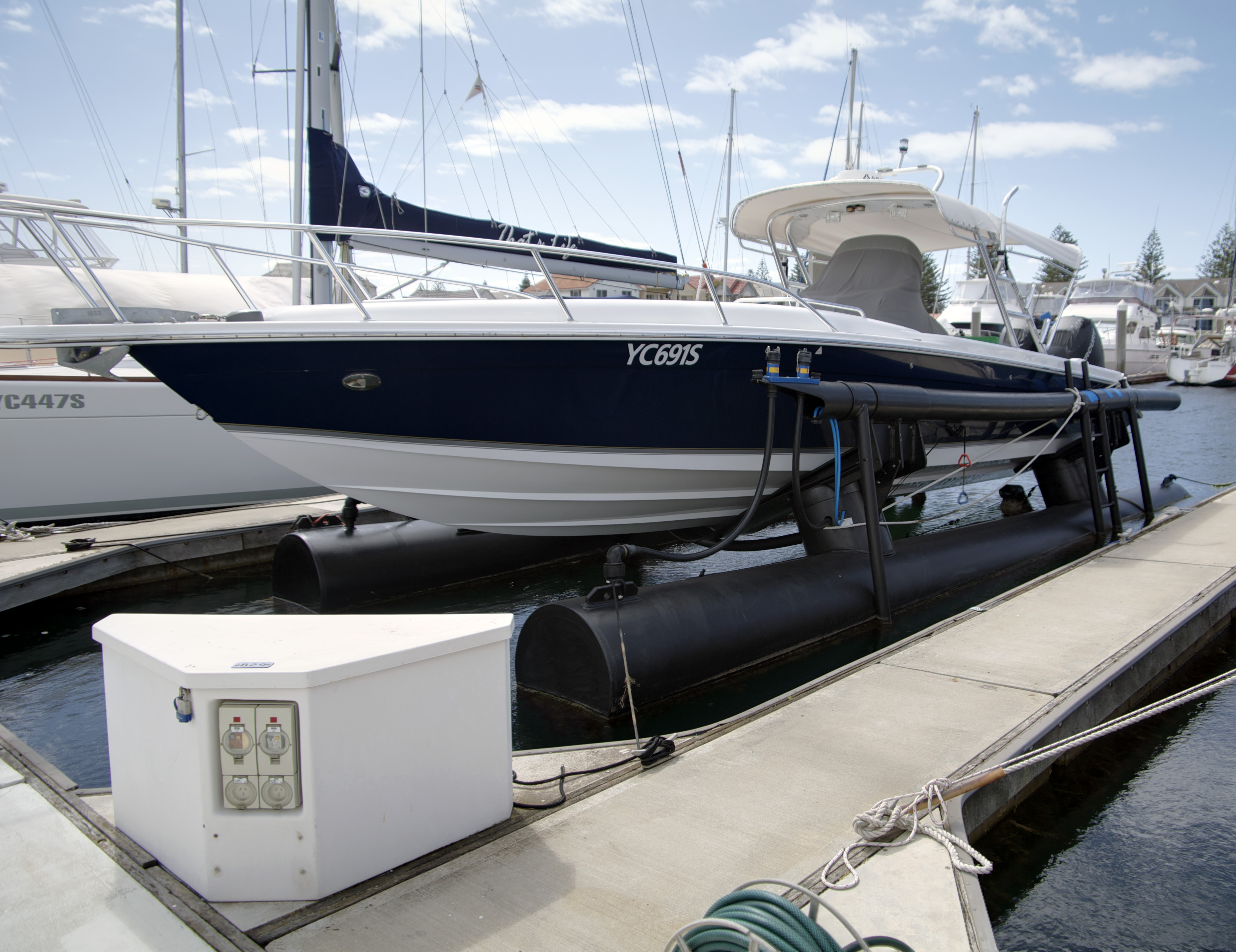